# Zuidelijke witte neushoorn
De zuidelijke witte neushoorn (Ceratotherium simum simum) is een van de twee ondersoorten van de witte neushoorn (Ceratotherium simum). Bijna alle nog levende witte neushoorns behoren tot deze ondersoort. Ze zijn zwaarder dan de noordelijke witte neushoorn. Deze ondersoort was 100 jaar geleden bijna uitgestorven omdat er toen nog ongeveer 100 exemplaren van waren, maar hun aantal is sindsdien zeer snel gestegen en nu zijn er weer ongeveer 20.400 exemplaren. Ze leven, zoals hun naam al zegt, in de zuidelijke gebieden van Afrika. Ze komen vooral voor in Zuid-Afrika: bijna alle exemplaren van deze ondersoort leven daar.